# 栗原幸衛
栗原 幸衛（くりはら ゆきえ、生年不明 - 1920年（大正9年）1月7日）は、大日本帝国陸軍軍人。最終階級は騎兵大佐。日露戦争では秋山支隊 騎兵第一旅団司令部に所属。奉天会戦などに参戦した。

## 経歴・人物
静岡県田方郡韮山町（現伊豆の国市）出身。1895年（明治28年）、静岡県尋常中学校卒業。1898年（明治31年）11月25日、陸軍士官学校10期卒業。1899年（明治32年）、6月27日任官。
1903年（明治36年）8月3日、陸軍大学校入校。1904年（明治37年）2月9日中退、日露戦争を戦った後、1906年（明治39年）3月20日に陸大に復校。1908年（明治41年）11月30日、陸大20期卒業。大尉。1910年（明治43年）、第18師団師団司令部参謀。
1917年（大正6年）9月12日、派遣武官としてフランスに渡る（6ヶ月）。軍需品調達と財政運用との関係、及び、交戦各国軍の戦時騎兵教育・軍馬補充の調査研究を行った。
1920年1月7日、東京衛戍病院で病死した。正五位。

## 著書
- 「騎兵に関する管見」『偕行社記事』536号69-78頁 1919.4
- 「会戦に於ける騎兵の価値」『偕行社記事』539号81-84頁 1919.7

## 登場作品
- NHKスペシャルドラマ坂の上の雲（全13回） 第12回 『敵艦見ゆ』 2011年12月18日放送 - 演：市瀬秀和

（2024年 - 2025年 再放送 （全26回）第23回 『敵艦見ゆ（前編）』 2025年2月16日放送、第24回 『敵艦見ゆ（後編）』 2025年2月23日放送）